# Thüngen (gmina)
Thüngen – gmina targowa w Niemczech, w kraju związkowym Bawaria, w rejencji Dolna Frankonia, w regionie Würzburg, w powiecie Main-Spessart, wchodzi w skład wspólnoty administracyjnej Zellingen. Leży około 5 km na południowy wschód od Karlstadt, nad rzeką Wern, przy drodze B26 i linii kolejowej Schweinfurt – Würzburg.

## Demografia
| Rok  | Liczba mieszk. |
| ---- | -------------- |
| 1970 | 1336           |
| 1987 | 1341           |
| 2006 | 1375           |

## Oświata
(na 1999)

W gminie znajduje się 50 miejsc przedszkolnych (z 46 dziećmi) oraz szkoła podstawowa (14 nauczycieli, 224 uczniów).